# Tischeria elongata
Tischeria elongata là một loài bướm đêm thuộc họ Tischeriidae. Nó được tìm thấy ở Guerrero in México.